# Eldrörsartilleri
Eldrörsartilleri är ett samlingsnamn för artilleri med eldrör som skjuter granater (artillerigranater) för bombardering(en), till skillnad mot raketartilleri som skjuter raketer (artilleriraketer) ur så kallade raketställ. Även om raketställ kan innefatta "eldrör", då istället kallade rakettuber (jämte torpedtuber), avser eldrör här sådana eldvapen som skjuter ammunition med bakomliggande drivladdning, såsom kanoner, haubitsar, mörsare och granatkastare.
Fördelarna med eldrörsartilleri gentemot raketartilleri är att det har avsevärt bättre precision och att ammunitionen är både billigare och mer lagringsbeständig. Nackdelarna är att de enskilda pjäserna blir betydligt dyrare samt att de inte kan leverera lika stor eldkraft på kort tid.